# Sindelfingen
Sindelfingen (pronunciación en alemán: /ˈzɪndl̩ˌfɪŋən/ⓘ) es una ciudad de alrededor de 60.000 habitantes ubicada en el estado alemán de Baden-Wurttemberg, unos 15 km al suroeste de Stuttgart. La economía está basada principalmente en la industria del automóvil, especialmente debido a la presencia de las fábricas de Daimler AG y Smart. En la Edad Media, la ciudad era el centro de la industria textil, y actualmente hay diversas empresas relacionadas con la moda. Las comunidades de Maichingen y Darmsheim se incorporaron en 1971.

## Cronología
- 1155: Primera mención documentada de Sindelfingen.
- 1263: Fundación de la ciudad por Graf Rudolf von Tübingen-Herrenberg.
- 1535: Entrada de la Reforma Protestante.
- 1952: Asociación con la ciudad suiza Schaffhausen
- 1958: Asociación con la ciudad francesa Corbeil-Essonnes.
- 1962: Convertida a "Große Kreisstadt"

## Geografía
Las ciudades y pueblos vecinos de Sindelfingen son Böblingen, Stuttgart y Leonberg. No hay una frontera correctamente demarcada entre Boblingen y Sindelfingen, ya que ambas ciudades fueron fusionándose conforme crecían. En Sindelfingen nace el río Schwippe, cerca al punto más alto, a 531 metros sobre el nivel del mar. En el norte de Sindelfingen se encuentra el Glemswald (Reserva natural).

## Economía
En la ciudad se desarrollan la industria automotriz, la computación y la industria textil.

## Sitios de interés

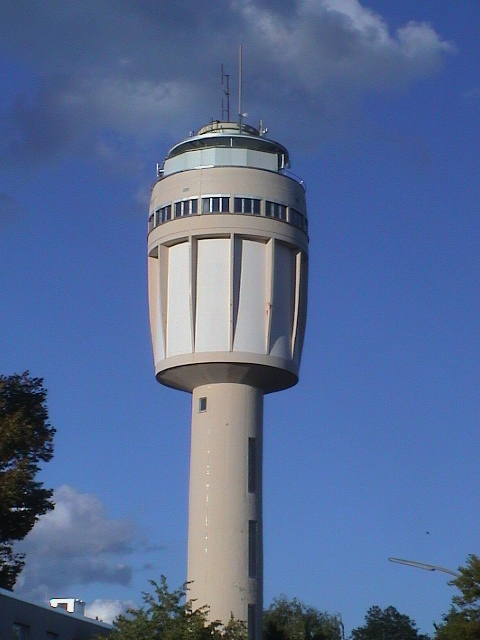
Torre de agua Goldberg

- Antiguo ayuntamiento (Rathaus), ahora museo de la ciudad, de entrada gratuita.
- La iglesia de San Martín (Martinskirche), construida entre los siglos 11 y 12.
- Callejón corto (Fachwerkhäusern), la mitad de sus casas tienen entramado de madera.
- Antiguo cementerio, detrás de la biblioteca de la ciudad.
- Salto de la Bruja.
- Lago Claustro.
- Gran piscina pública con un largo tobogán.
- Torres de agua Goldberg ("Montaña de oro"), Steige y Eichholz. El Goldberg fue construido en 1963, y en su cesta, además de un depósito de agua, tiene un restaurante y un mirador.
- Fuente de la Amistad en la plaza del mercado, diseñado por Bonifatius Stirnberg. En torno a una fuente central con un pegaso, las seis fuentes las seis ciudades asociadas de Sindelfingen.
- Puente Zweigart-Sawitzki.
- Antenas transmisoras.
- Torre de Transmisión área del servicio forestal de Sindelfingen.

## Eventos
- Hasta 1987, había un Volksfest (carnaval) cada verano en Sindelfingen. Se detuvo debido a que el sitio donde tenía lugar fue requerido para un realizar el jardín de exposiciones del condado. Hasta ahora, no existe un lugar adecuado para tal evento en Sindelfingen.
- Sindelfingen tiene una Feria Internacional de la Calle, que se realiza anualmente: se caracteriza por la presencia étnica de alimentos y espectáculos de alguna de las ciudades hermanadas, así como de varios clubes étnicos locales.

## Conexiones
- Autopistas A8 y A81.
- Una estación de S-Bahn (ferrocarril de cercanías) a Stuttgart, Böblingen y Leonberg. Apeadero de Goldberg, con conexiones a Herrenberg, Stuttgart, Esslingen, Plochingen y Kirchheim unter Teck.
- Aeropuerto más cercano: Aeropuerto de Stuttgart.

## Ciudades hermanadas
- Schaffhausen, Suiza. Desde 1952.
- Corbeil-Essonnes, Francia. Desde 1958.
- Sondrio, Italia. Desde 1962.
- Dronfield, Inglaterra. Desde 1971.
- Győr, Hungría. Desde 1987.
- Torgau, Alemania. Desde 1987.
- Chełm, Polonia. Desde 2001.

## Algunos ciudadanos importantes
- Roger Combrisson
- Arthur Gruber
- Dr. Wilhelm Haspel
- Wilhelm Hörmann
- Karl Hummel
- Dr. Wilhelm Langheck
- Karl Pfitzer
- Ernst Schäfer
- Arthur K. Watson
- Mina Zweigart